# Охотничьи угодья
Охо́тничьи уго́дья — рассматривают в двух аспектах: как территория, на которой может производиться охота, и как среда обитания для диких животных, рассматриваемая в кормовом, защитном и гнездопригодном отношении. Кормовые свойства охотничьих угодий определяются запасом доступных кормов на единице площади. Защитные свойства охотничьих угодий определяются возможностью укрытия животных от непогоды и различных врагов. Гнездопригодность угодий определяется возможностью рождения и выращивания молодняка в кормовых и защитных условиях.
В связи с очень большим разнообразием природных ландшафтов (растительных сообществ) разработана система классификации охотничьих угодий. Наиболее крупной таксономической единицей в классификации угодий принято считать категорию. На территории России выделяют следующие основные категории охотничьих угодий:
- тундровые
- лесные
- степные
- высокогорные
- водные
- болотные
- водно-болотные

Категории подразделяются на классы типов, группы типов и типы охотничьих угодий.

## Класс типов
В лесных угодьях классы типов выделяют по биологическим формам лесообразующих пород: светлохвойные, темнохвойные, лиственные, смешанные. Лесные необлесенные площади (гари, вырубки, сухости) составляют самостоятельный класс.

## Группа типов
Типы выделяют по преобладающей древесной породе: сосняки, кедровники, березняки.

## Тип охотничьего угодья
Это основная классификационная единица. Тип определяют по комплексу признаков, имеющих определенное значение для жизни охотничьих животных и для охоты на них.
Под типом охотничьего угодья следует понимать участки растительности со сходными условиями обитания для охотничьих животных (главным образом, кормовым и защитным), с однородным составом зверей и птиц и требующие при равных экономических условиях одинаковых охотничье-хозяйственных мероприятий.